# Paolo Torello
Paolo Torello, auch Paolo Torelli (* 1576 in Parma; † 3. April 1630 in Rom) war ein italienischer katholischer Geistlicher und Erzbischof von Rossano.

## Leben
Er promovierte zum Doktor der Rechte und wurde von Papst Gregor XV. im April 1621 als Inquisitor nach Malta entsandt. Nach einer ereignislosen Amtszeit verließ er die maltesischen Inseln am 23. Juli 1623 und wurde Konsultor der Römischen Inquisition. Am 16. September 1624 empfing er die Priesterweihe.
Papst Urban VIII. ernannte ihn am 7. Oktober 1624 zum Erzbischof von Rossano. Die Bischofsweihe spendete ihm am 13. Oktober desselben Jahres der Kardinalbischof von Porto e Santa Rufina, Ottavio Bandini; Mitkonsekratoren waren Erzbischof Giuseppe Acquaviva und Mario Filonardi, Erzbischof von Avignon. Fünf Jahre später verließ Paolo Torello die Diözese Rossano und starb 1630 in Rom.